# Svarten
Svarten este o arie protejată (arie specială de conservare — SAC, sit de importanță comunitară — SCI) din Suedia întinsă pe o suprafață de 141,1 ha, integral pe uscat.

## Localizare
Centrul sitului Svarten este situat la coordonatele 57°09′22″N 12°36′10″E / 57.1561°N 12.6027°E.

## Înființare
Situl Svarten a fost declarat sit de importanță comunitară în mai 2001 pentru a proteja 1 specie de plante. Situl a fost protejat și ca arie specială de conservare în martie 2011.

## Biodiversitate
Situată în ecoregiunea boreală, aria protejată nu include niciun habitat protejat.
La baza desemnării sitului se află o specie protejată de  plante: Luronium natans.